# Othman Chehaibi
Othman Chehaibi (Kairouan, Protectorado francés de Túnez, 23 de diciembre de 1954) es un exfutbolista y entrenador de fútbol de Túnez que jugaba en la posición de centrocampista.

## Carrera

### Club
Jugó toda su carrera con el JS Kairouan de 1973 a 1983 con el que anotó 30 goles en 180 partidos de primera división, con el que logró ser campeón nacional en 1977.

### Selección nacional
Jugó para Túnez en siete ocasiones en 1978, participó en la Copa Mundial de Fútbol de 1978 y en la Copa Africana de Naciones 1978.

### Entrenador
| Periodo   | Club           |
| --------- | -------------- |
| 1999-2000 | JS Kairouan    |
| 2000-2001 | Kalâa Sport    |
| 2001-2002 | JS Kairouan    |
| 2002-2003 | Kalâa Sport    |
| 2005-2007 | JS Kairouan    |
| 2007-2008 | Kalâa Sport    |
| 2011-2013 | EO Sidi Bouzid |
| 2013-2014 | CS M'saken     |
| 2016-2017 | CO Médenine    |

## Logros
- CLP-1 (1): 1977